# Heterochelus forcipatus
Heterochelus forcipatus är en skalbaggsart som beskrevs av Hermann Burmeister 1844. Heterochelus forcipatus ingår i släktet Heterochelus och familjen Melolonthidae. Inga underarter finns listade i Catalogue of Life.